# Sándor Lezsák
Sándor Lezsák (ur. 30 października 1949 w Kispescie) – węgierski polityk, nauczyciel i działacz kulturalny, w latach 1996–1999 przewodniczący Węgierskiego Forum Demokratycznego (MDF), poseł do Zgromadzenia Narodowego i jego wiceprzewodniczący.

## Życiorys
Po ukończeniu szkoły średniej od 1969 pracował w oświacie w gminie Lakitelek, od 1974 był nauczycielem w szkole podstawowej. W 1975 został absolwentem kolegium nauczycielskiego w Segedynie. Prowadził lokalną grupę teatralną, działał też w organizacjach kulturalnych. Opublikował m.in. dwa tomiki wierszy.
W 1987 znalazł się wśród założycieli Węgierskiego Forum Demokratycznego, od 1988 wchodził w skład jego prezydium, w latach 1993–1994 pełnił funkcję wiceprzewodniczącego. Od marca 1996 do stycznia 1999 stał na czele MDF, po czym ponownie został wiceprzewodniczącym tej partii. W 1994 z jego ramienia po raz pierwszy uzyskał mandat deputowanego do Zgromadzenia Narodowego, z powodzeniem ubiegał się o reelekcję w 1998 i 2002. Zajmował m.in. stanowisko przewodniczącego frakcji parlamentarnej MDF (1996–2002). W październiku 2004 został jednak wykluczony z tego ugrupowania.
Przed wyborami w 2006 dołączył do Fideszu, utrzymując mandat poselski na kolejną kadencję. Z ramienia tej partii ponownie wybierany na posła w 2010, 2014, 2018 i 2022. Powoływany na wiceprzewodniczącego Zgromadzenia Narodowego. Od kwietnia do maja 2012 pełnił obowiązki przewodniczącego parlamentu, gdy László Kövér czasowo wykonywał obowiązki prezydenta Węgier.